# Joni Nissinen
Joni Nissinen (* 21. April 1991 in Kuopio) ist ein ehemaliger finnischer Fußballspieler.

## Verein
Nissinen gab sein Profidebüt für Kuopion PS am 26. Oktober 2008 im Ligaspiel gegen Rovaniemi PS. Bei der 0:1-Heimniederlage spielte er über 90 Minuten. Seinen zweiten Ligaeinsatz absolvierte er knapp 8 Monate später, bei der 1:4-Niederlage gegen den FC Honka wurde er in der 57. Spielminute für Jani Hartikainen eingewechselt. Zudem kam er in der Saison 2009 zu zwei weiteren Einsätzen im Liigacup. Zwischenzeitlich wurde er an Pallo-Kerho 37 verliehen. Bis zu seinem Karriereende 2012 bestritt er insgesamt 46 Pflichtspiele für KuPS, darunter auch acht Partien in der Europa-League-Qualifikation.

## Nationalmannschaft
Nissinen absolvierte Jugendländerspiele für diverse finnische Auswahlmannschaften.